# Imperial Creek (Murray River)
Der Imperial Creek ist ein etwa 45 km langer linker Nebenfluss des Murray River im Peace River Regional District im Nordosten der kanadischen Provinz British Columbia. Sein Einzugsgebiet befindet sich nördlich des Monkman Provincial Parks.

## Flusslauf
Der Imperial Creek verläuft in den Hart Ranges, ein Teil der kanadischen Rocky Mountains. Er hat seinen Ursprung in einem etwa 1550 m hoch gelegenen Bergsee unterhalb der Nordflanke des 2464 m hohen vergletscherten Berges Mount Vreeland. Dieser bildet einen der höchsten Punkte der Misinchinka Ranges und befindet sich auf der nordamerikanischen kontinentalen Wasserscheide. Der Imperial Creek fließt anfangs nach Norden. Bei Flusskilometer 25,5 trifft der Leyland Creek rechtsseitig auf den Imperial Creek. Ab Flusskilometer 22 wendet sich der Imperial Creek allmählich nach Nordosten. Bei Flusskilometer 15 biegt der Fluss in Richtung Ostsüdost ab. Auf seinen unteren 10,7 km fließt der Imperial Creek in Richtung Ostnordost. 2,3 km oberhalb der Mündung trifft der Hook Creek, der Abfluss des Hook Lake, von links auf den Imperial Creek. Dieser mündet schließlich in den Murray River, etwa 3 km oberhalb des Wasserfalls Kinuseo Falls. Gegenüber der Flussmündung befindet sich der Campingplatz Kinuseo Falls Campground.
Das etwa 470 km² große Einzugsgebiet des Imperial Creek grenzt im Südosten und im Süden an das des Monkman Creek, im Westen an das des Parsnip River, im Nordwesten an das des Sukunka River, im Norden an das des Wolverine River sowie im Osten an das des oberstrom und abstrom gelegenen Murray River.